# James Allen

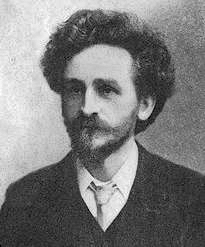

James Allen (n. 28 noiembrie 1864, Leicester, Anglia – d. 1912, Ilfracombe, Anglia) a fost un scriitor și filosof de naționalitate britanică, ce s-a remarcat prin lucrări motivaționale și de poezie. 

## Biografie
Allen avea 15 ani când tatăl său, un om de afaceri, a fost jefuit și ucis. A părăsit școala pentru a munci în diverse ateliere de producție englezești. Ulterior, s-a căsătorit cu Lily L. Allen și a devenit ceea ce astăzi s-ar numi asistent administrativ într-o mare organizație.
La 38 de ani, inspirat de lucrările lui Lev Tolstoi, s-a retras din serviciu. Împreună cu soția și fiica lor, Nohra, s-a mutat într-o căsuță în Ilfracombe, Devon, Anglia, pentru a urma un trai în contemplare.

## Cărți publicate
A scris, timp de nouă ani, un total de 19 cărți. A editat și publicat și o revistă, The Light of Reason („Lumina rațiunii”).
Lucrările lui Allen ilustrează folosirea puterii gândului pentru sporirea aptitudinilor personale. Deși nu a agonisit o mare faimă cât a fost în viață, sau o mare avere, opera sa continuă să influențeze oameni pretutindeni în lume, cu o poziție centrală în cadrul mișcării New Thought.
Cea mai cunoscută carte a lui James Allen, As a man thinketh, apărută în limba română atât sub titlul „Așa cum gândește omul”, cât și „După cum gândește omul”, în funcție de editură, a fost publicată în 1902. Este considerată acum o lucrare clasică a genului „dezvoltare personală” (eng., self-help). Premisa de bază este că gândurile nobile îl fac pe om nobil, în timp ce cugetul josnic îl face nefericit.
Deși „Așa cum gândește omul” este cea mai larg cunoscută carte a lui James Allen, probabil The Way of Peace („Calea păcii”, 1907) reflectă cu cea mai mare acuratețe afilierea sa la curentul New Thought.
După moartea sa, în 1912, soția lui James Allen a continuat să publice revista sub titlul The Epoch („Epoca”).
Lucrările lui James Allen au intrat în domeniul public și sunt disponibile în format electronic (în special în limba engleză) pe diverse site-uri din internet. 
1. From poverty to power; or, the realization of prosperity and peace (1901), volum care conține: The path to prosperity și The way of peace
2. As a man thinketh (1902), apărută în limba română atât sub titlul „Așa cum gândește omul”, cât și „După cum gândește omul”, în funcție de editură
3. Through the gates of good; or, Christ and conduct (1903).
4. Byways to blessedness (1904).
5. Out from the heart (1904).
6. Poems of peace, including the lyrical-dramatic poem Eolaus (1907).
7. The life triumphant: Mastering the heart and mind (1908).
8. The mastery of destiny (1909).
9. Morning and evening thoughts (1909).
10. From passion to peace (1910).
11. Eight pillars of prosperity (1911).
12. Man: king of mind, body and circumstance (1911).
13. Light on life’s difficulties (1912).
14. Foundation stones to happiness and success (1913).
15. James Allen’s book of meditations for every day in the year (1913)
16. Men and systems (1914).
17. The shining gateway (1915).
18. The divine companion (1919)